# Dragosinjci
Dragosinjci (Servisch cyrillisch Драгосињци) is een plaats in de Servische gemeente Kraljevo. De plaats telt 672 inwoners (2002).